# Can Claris (masia)
Can Claris fou una masia de Badalona, situada sota el turó d'en Caritg, a tocar de l'antiga carretera de França, documentada des de segle xvi i enderrocada el 1973.
Masia documentada del segle xvi, coneguda anteriorment com a Can Llobet o Ca l'Amigó. La seva tipologia constructiva era similar a la d'altres masies de Badalona, com Ca l'Andal, encara dempeus. Tenia matacans sobre la porta d'entrada, un recurs defensiu que es va fer servir durant els atacs de la pirateria. Separada de la masia, hi havia també una capella dedicada a la Mare de Déu de Montserrat, construïda l'any 1768.
El nom amb la qual encara se la coneix, el prengué del seu propietari més destacat, el doctor en dret i assessor jurídic, Francesc Claris, familiar de Pau Claris i Casademunt, que fou president de la Generalitat entre 1638 i 1641, durant la Guerra dels Segadors. Durant aquella època a la masia s'hi encunyà moneda del Consell de Cent, fet conegut gràcies a la troballa fortuïta que es feu modernament, sota el magatzem de palla, d'un espai d'uns dos metres i mig d'alçada, amb diversos prestatges amb motlles de metall, un encuny i algunes monedes. Posteriorment canvià de mans, però conservà el nom popular. A inicis de segle xx la propietat era de la família Trias Fargas, mentre que el 1920 signaren contracte de masoveria els Carné, que tingueren cura de la masia fins a 1965, quan els amos es van vendre la masia juntament amb les terres, dintre de l'ambient general de creixement urbà i l'especulació immobiliària. La casa estigué en estat d'abandonament fins que s'enderrocà, l'any 1973. Només se'n salvà una gran pedra de molí restes de la porta d'entrada, que foren cedides pels propietaris al Museu de Badalona.
Un altre dels seus propietaris més coneguts va ser el marquès de Rubí, al segle xix, que va posar a la venda el 1874 bona part de les terres de l'heretat de Can Claris, que van ser comprades pel que seria alcalde de Badalona, Josep Caritg i Arnó, inclòs el conegut aleshores com turó d'en Claris, que va passar a anomenar-se d'en Caritg, i que va dedicar la immensa majoria de terres a la vinya. Al segle xx, les terres de Can Claris estaven destinades al conreu de productes d'horta, encara que hi havia una part destinada a cereal. La masia va donar nom al barri de Can Claris, de fet una divisió de l'antic veïnat de Sistrells a causa de la construcció de l'autopista C-31, reconeguda oficialment el 1980.

## Galeria
- Vista general de la masia i la porta d'entrada
- Vista general de la masia i dels conreus
- Menjador a l'interior de la masia